# Pasquale Borgomeo
Pasquale Borgomeo SJ (* 20. März 1933 in Neapel; † 2. Juli 2009 in Rom) war ein italienischer Jesuit und Journalist. Bekannt geworden ist er als Generaldirektor und Intendant von Radio Vatikan.

## Leben
Pasquale Borgomeo studierte Philosophie, Literaturwissenschaft und Theologie. An der Pariser Sorbonne wurde er mit der literaturwissenschaftlichen Arbeit L'Eglise de ce temps dans la predication de St. Augustin promoviert. 1970 trat er als Leiter in die Redaktion bei Radio Vatikan ein. 1983 wurde er Programmdirektor; 1985 wurde er von Papst Johannes Paul II. zum Generaldirektor und Intendant ernannt. Im Rahmen seiner Medientätigkeit vertrat Borgomeo auch den Vatikan bei der Europäischen Rundfunkunion. 2005 ging er in den Ruhestand; sein Nachfolger wurde Federico Lombardi.
2005 wurde Pasquale Borgomeo, damaliger Direktor, und Roberto Kardinal Tucci, damaliger Aufsichtsratsvorsitzende, vom obersten italienischen Gerichtshof zu einer zehntägigen Haftstrafe wegen der Aufstellung von Sendemasten mit zu hoher elektromagnetischer Strahlung der Sendeanlagen bei Santa Maria di Galeria verurteilt; das Urteil wurde auf Bewährung ausgesetzt. In zweiter Instanz wurden sie 2007 vom Vorwurf überhöhter Strahlenbelastung jedoch freigesprochen.